# Tetrastichus rhinocori
Tetrastichus rhinocori är en stekelart som beskrevs av Jean Risbec 1951. Tetrastichus rhinocori ingår i släktet Tetrastichus och familjen finglanssteklar. Inga underarter finns listade i Catalogue of Life.